# CCNB-Dieppe
Le Collège communautaire du Nouveau-Brunswick-Campus de Dieppe est un établissement d'enseignement supérieur (CCNB) situé à Dieppe, au Nouveau-Brunswick.
Le collège est situé sur la rue du Collège et a été fondé en 1981.

## Programmes de formation offerts

### Formation professionnelle
- Administration des affaires - comptabilité
- Administration des affaires - logistique et transport
- Administration des affaires - marketing
- Administration des affaires - planification financière
- Charpenterie
- Conception graphique
- Conseils et planification de voyages
- Design d'intérieur
- Entretien des aéronefs
- Gestion des approvisionnements et des stocks
- Gestion de bureau bilingue
- Gestion de la petite et moyenne entreprise
- Maçonnage - briquetage
- Photographie numérique
- Réparation de machines à petit moteur
- Réparation spécialisée de véhicules récréatifs
- Soins infirmiers auxiliaires
- Technologie de l'informatique - conception Web et multimédia
- Techniques d'intervention en délinquance
- Technologie de laboratoire médical
- Techniques correctionnelles
- Techniques policières
- Technologie de radiologie diagnostique
- Thérapie respiratoire
- Vente et représentation commerciale